# آندریا زیوکوویچ
آندریا زیوکوویچ (صربی: Andrija Živković؛ زادهٔ ۱۱ ژوئیهٔ ۱۹۹۶) یک بازیکن فوتبال اهل صربستان است که در پست وینگر برای بنفیکا در لیگ برتر فوتبال پرتغال بازی می‌کند.

## باشگاهی
از باشگاه‌هایی که در آن بازی کرده‌است می‌توان به پارتیزان بلگراد اشاره کرد.

## تیم ملی
وی همچنین در تیم ملی فوتبال صربستان بازی کرده است.